# José Graziano da Silva
José Graziano da Silva (Urbana, 17 de noviembre de 1949) es un agrónomo, académico y escritor brasileño nacido en Estados Unidos y director general de la Organización de las Naciones Unidas para la Alimentación y la Agricultura (FAO) entre 2011 y 2019. Fue el primer latinoamericano elegido para este cargo, para el que fue elegido en junio de 2011 y que desempeñó hasta el 31 de julio de 2019.
Entre 2003 y 2004 formó parte del gabinete de Luiz Inácio Lula da Silva como Ministro Extraordinario de Seguridad Alimentaria. Fue responsable de la creación y aplicación del programa  "Fome Zero (Hambre Cero por su traducción al español), que durante los 8 años del gobierno de Lula sacó a 28 millones de personas de la línea de pobreza nacional.
Como académico, es autor de varios libros sobre los problemas de la agricultura en Brasil.

## Biografía y Educación
José Graziano da Silva nació el 17 de noviembre de 1949 en Estados Unidos en la ciudad de Urbana. Sus padres eran nacionalizados brasileños de origen italiano procedentes de la región de Calabria.
Graziano cuenta con triple nacionalidad: estadounidense (por nacimiento), italiano y brasileño.

### Vida académica
Graziano da Silva es licenciado en Agronomía por la Universidad de São Paulo y la Escuela Superior de Agricultura Luiz de Queiroz.  Posteriormente, realizó un Máster en Economía Rural y Sociología en la misma institución en 1974 en donde realizó una tesis sobre la distribución de la riqueza en Brasil.
A su vez, es doctor en Economía por la Universidad Estatal de Campinas (1980).
Posee títulos posdoctorales en Estudios Latinoamericanos y Medioambientales por el University College de Londres y la Universidad de California respectivamente, y ha ejercido como profesor agrónomo experto en medio ambiente y rural.
Graziano da Silva ha tenido una carrera académica larga y distinguida en la Universidad Estatal de Campinas (UNICAMP). 
Es también el presidente del Programa de Maestría y Doctorado en Desarrollo Económico, Espacio y Medio Ambiente de la UNICAMP e Instituto de Economía desde 1978 hasta nuestros días.
Como profesor, el Dr. Graziano da Silva, ha sido reconocido por su contribución a la formación y preparación de jóvenes profesionales de América Latina dedicados a la investigación y praxis del desarrollo rural y seguridad alimentaria.

## Trayectoria profesional
Graziano da Silva ha tenido una distinguida carrera profesional en los campos de la seguridad alimentaria, desarrollo rural y agrícoa
Desde 1977, ha dedicado sus esfuerzos a cuestiones relacionadas con el desarrollo rural y lucha contra el hambre mientras trabajaba en el mundo académico, a nivel político y con los sindicatos.

### Gestión como Ministro Extraordinario para la Seguridad Alimentaria de Brasil
En el 2001, Graziano coordinó la elaboración del programa Fome Zero (Hambre Cero en portugués), uno de los principales programas propuestos por la entonces campaña a la Presidencia de Luiz Inácio Lula da Silva.

A finales del 2002, cuando Lula da Silva fue anunciado presidente electo, Graziano fue designado Ministro Extraordinario para la Seguridad Alimentaria.

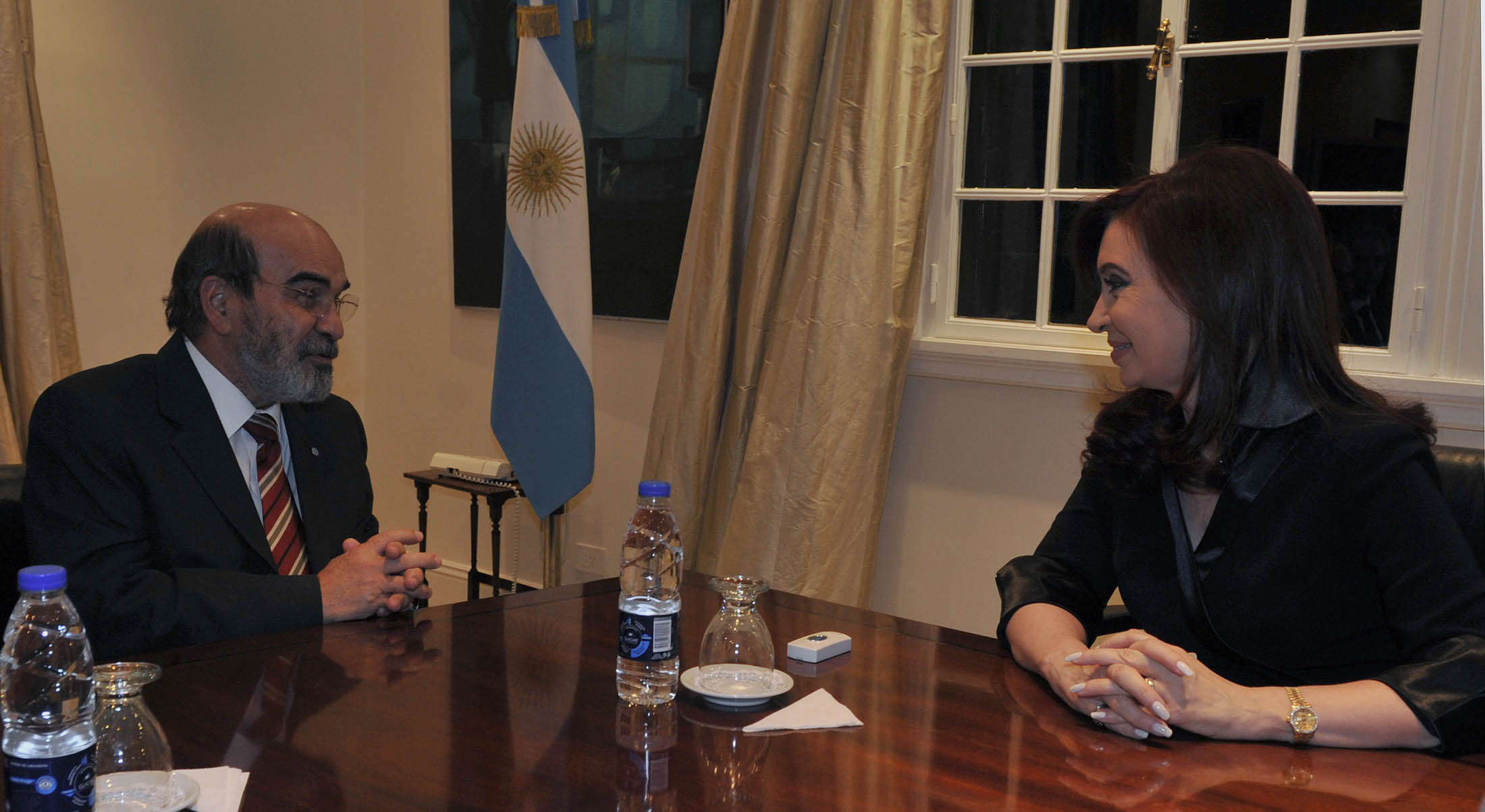
Graziano con la presidenta argentina Kirchner

Entre 2003 y 2004 formó parte del gabinete de Luiz Inácio Lula da Silva como Ministro Extraordinario de Seguridad Alimentaria. Siendo el responsable de la aplicación del programa Fome Zero, que sacó a 28 millones de personas de la línea de pobreza nacional durante los 8 años del gobierno de Lula y contribuyó a reducir la desnutrición en un 25%.

El programa Hambre Cero contempla un enfoque holístico. Para su implementación se tomaron en cuenta diferentes aspectos: Uno de ellos fue su apertura a la participación de la sociedad civil en la planificación de políticas y la asignación de recursos, así como su seguimiento, y el enfoque de género para el empoderamiento y uso adecuado de recursos.

### Carrera en la FAO
En 2006 Graziano da Silva fue nombrado Subdirector General y representante Regional para América Latina y el Caribe de la Organización de las Naciones Unidas para la Alimentación y la Agricultura (FAO). 
Desde esta posición, el Dr. Graziano da Silva demostró su capacidad y compromiso en fortalecer la agricultura familiar y el desarrollo rural como un camino para mejorar la seguridad alimentaria. Durante su mandato Graziano da Silva logró el compromiso de los países de América Latina y el Caribe de trabajar para erradicar el hambre en la región para el año 2025.
Graziano da Silva también promovió el desarrollo rural, abogando por el fortalecimiento de las instituciones y las políticas públicas para garantizar el desarrollo pleno e inclusivo en el campo, con especial hincapié en el problema del empleo rural. 
Durante su gestión la Oficina Regional de la FAO para América Latina y el Caribe publicó una serie de investigaciones como: Boom Agrícola y Persistencia de la Pobreza Rural; La Institucionalidad Agropecuaria en América Latina, Agricultural Institutional Framework in Latin America, Current Status and Challenges Estado Actual y Desafíos de la Agricultura en Latinoamérica . Así como de Políticas de Mercado de Trabajo y Pobreza Rural en América Latina (Employment Market Policies and Rural Poverty in Latin America).

Además, participó activamente en la promoción de iniciativas conjuntas con otros organismos de las Naciones Unidas, entre ellos la CEPAL, el PMA, el PNUD y la OIT, organismos internacionales como el IICA y la OIE, además de apoyar el compromiso Sur-Sur en las iniciativas de cooperación.
Como representante regional, trabajó activamente para poner en práctica las reformas internas dentro de la FAO, con un énfasis especial en el proceso de descentralización de la agencia; aprovechando el papel de los organismos nacionales y la concesión a los gobiernos con un papel más importante en la definición de prioridades.
Igualmente importante, fue la apertura a la sociedad civil a través de la participación de una multiplicidad de entidades políticas, sociales y profesionales y laborales, en la acción de la FAO.
En 2011, Graziano presentó su candidatura para el puesto de director general de la FAO. Fue elegido el 26 de junio de 2011 por la 37ª Conferencia de la agencia en Roma, sucediendo en el cargo a Jacques Diouf, que durante su gestión de 18 años cambió las reglas limitar los mandatos. Graziano recibió 92 de los 180 votos en una segunda votación, derrotando al exministro español de Asuntos Exteriores, Miguel Ángel Moratinos. Otros candidatos en la primera votación fueron Franz Fischler (Austria), Indroyono Soesilo (Indonesia), Mohammad Saeid Noori Naeini (Irán) y Latif Rashid (Irak). El primer mandato de Graziano como director general de la FAO comenzó el 1 de enero de 2012 y finalizó en julio de 2015.
Graziano da Silva fue el único candidato en las elecciones para el puesto de director general de la FAO en 2015. Por lo tanto, fue reelegido para un segundo mandato (del 1 de agosto de 2015 al 31 de julio de 2019) con 177 votos de un total de 182 votos emitidos.

## Obras
Graziano es autor de importantes publicaciones sobre desarrollo rural, seguridad alimentaria y economía agraria.
Actualmente tiene 25 libros publicados, incluyendo O que é un questão Agraria (en español: ¿Cuál es la cuestión agraria ?), su trabajo más conocido y originalmente publicado por la editorial Brasiliense en 1980.  Y "De boias frias un empregados rurais" libro que trata sobre la condición agraria de los trabajadores.

## Vida personal
Graziano está casado con la periodista Paola Ligasacchi. Tiene dos hijos y seis nietos.

## Premios y reconocimientos
Graziano ha recibido numerosos premios y distinciones, como:
- La Orden de Río Branco, concedida por el presidente de Brasil.

- La Medalla Paulista al Mérito Científico y Tecnológico, otorgado por el Estado de São Paulo y la Sociedad Brasileña de Desarrollo Rural economía, Administración y Sociología Premio (Premio SOBER).

El 4 de noviembre de 2013 recibió el título de Grand Officier de l'Ordre National du Bénin de parte de la Gran Canciller Osseni Koubourath, en reconocimiento a la contribución de la FAO en la eliminación del hambre y la malnutrición en Benín.
Título en el cual se reconoce la trayectoria de Graziano, cuyo compromiso con las personas ayudó a 28 millones de brasileños a salir de la pobreza a través del programa “Hambre cero”.